# Ашленд (тауншип, Миннесота)
Ашленд (англ. Ashland) — тауншип в округе Додж, Миннесота, США. На 2000 год его население составило 367 человек.

## География
По данным Бюро переписи населения США площадь тауншипа составляет 96,8 км², из которых 96,8 км² занимает суша, водоёмов нет.

## Демография
По данным переписи населения 2000 года здесь находились 367 человек, 123 домохозяйства и 101 семья. Плотность населения — 3,8 чел./км². На территории тауншипа расположено 130 построек со средней плотностью 1,3 построек на один квадратный километр. Расовый состав населения: 97,28 % белых, 0,27 % коренных американцев, 0,27 % азиатов, 1,91 % — других рас США и 0,27 % приходится на две или более других рас. Испанцы или латиноамериканцы любой расы составляли 4,09 % от популяции тауншипа.
Из 123 домохозяйств в 39,8 % воспитывались дети до 18 лет, в 74,0 % проживали супружеские пары, в 1,6 % проживали незамужние женщины и в 17,1 % домохозяйств проживали несемейные люди. 12,2 % домохозяйств состояли из одного человека, при том 4,9 % из — одиноких пожилых людей старше 65 лет. Средний размер домохозяйства — 2,98, а семьи — 3,24 человека.
28,6 % населения — младше 18 лет, 10,4 % — в возрасте от 18 до 24 лет, 26,7 % — от 25 до 44, 22,6 % — от 45 до 64, и 11,7 % — старше 65 лет. Средний возраст — 38 лет. На каждые 100 женщин приходилось 117,2 мужчин. На каждые 100 женщин старше 18 приходилось 123,9 мужчин.
Средний годовой доход домохозяйства составлял 54 375 долларов, а средний годовой доход семьи — 57 250 долларов. Средний доход мужчин — 30 179 долларов, в то время как у женщин — 23 750. Доход на душу населения составил 18 806 долларов. За чертой бедности находились 6,2 % семей и 8,6 % всего населения тауншипа, из которых 6,7 % младше 18 и 27,9 % старше 65 лет.